# Central Nuclear Pathfinder

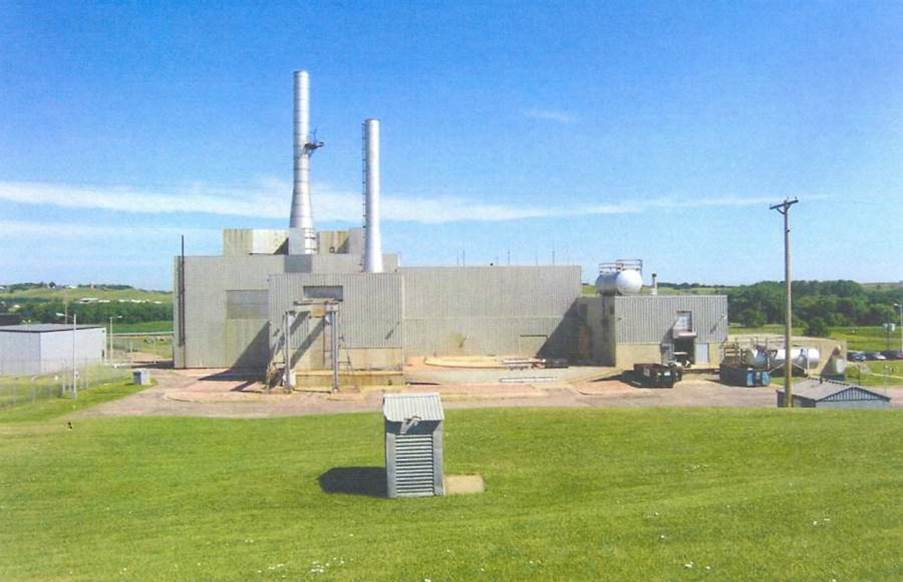
La planta de poder atómico Pathfinder al noreste de Sioux Falls

La Central Nuclear Pathfinder fue construida por la compañía Northern States Power cerca de Sioux Falls, y se la considera la primera planta de energía totalmente nuclear. Después de un año de funcionamiento, no obstante, fue convertida en una planta de energía convencional debido a problemas técnicos.
Situación: Sioux Falls, Dakota del Sur, Estados Unidos
Tipo: Reactor de agua en ebullición
Potencia neta de salida: 59 MWe
Actualmente desinstalada.
Fecha de arranque: julio de 1966
Fecha de cierre: octubre de 1967
La ubicación de Pathfinder ahora es conocida como Angus Anson Generating Station, la cual se fundó formalmente en 1994, cuando se instalaron dos unidades para suministrar energía adicional al área de Sioux Falls. El emplazamiento albergó previamente la planta Pathfinder, que se construyó inicialmente como una planta nuclear piloto y cuyas instalaciones proporcionaron los fundamentos para el éxito de la compañía en sus instalaciones de Monticello y Prairie Island. Pathfinder fue posteriormente convertida en una instalación alimentada con petróleo y gas, aunque en la actual ya no funciona.
Imágenes: